# Sheer Heart Attack
Sheer Heart Attack é o terceiro álbum de estúdio da banda britânica de rock Queen, lançado em 8 de novembro de 1974. Foi produzido pela banda e por Roy Thomas Baker. Foi distribuído pela EMI no Reino Unido e pela Elektra nos EUA.
O álbum lançou a banda na popularidade mainstream tanto no Reino Unido como internacionalmente: o primeiro single, "Killer Queen" chegou ao número 2 nas paradas britânicas e forneceram ao Queen seu primeiro no Top 20 nos EUA, atingindo um máximo de nº. 12 na Billboard singles chart. Foi também o primeiro álbum da banda a chegar ao Top 20 EUA, chegando a nº. 12 em 1975. Desviando da sonoridade psicodélica dos dois primeiros álbuns, Sheer Heart Attack apresentou faixas de rock mais convencionais e marcou um passo em direção ao som clássico do grupo. Ele foi reconhecido recentemente por conter uma riqueza de excelentes guitarras de hard rock. Nos últimos anos, tem sido listados por várias publicações como um dos melhores trabalhos da banda e é considerado um dos álbuns essenciais do glam rock.

## Músicas

### Lado 1
"Brighton Rock" conta a história de dois jovens namorados chamados Jenny e Jimmy se encontrando em Brighton durante um feriado público. Mods viajando para Brighton durante feriados eram histórias comuns em músicas da época, assim como o The Who fez em Quadrophenia. Jenny não pode procrastinar muito por medo de que sua mãe "descubra como ela aproveitou o feriado", mas depois ela escreve "uma carta por dia". Jimmy, ansioso no dia, não fica feliz quando Jenny diz que "nada pode apagar meu amor", porque ele não quer que sua esposa descubra "como ele aproveita os feriados". A música possui um interlúdio com solo de guitarra com delay para construir harmonias e linhas melódias contra pontuais. A versão de estúdio possui apenas uma guitarra principal e uma guitarra ecoada, mas Brian May, nos shows, dividia sua guitarra em uma principal e duas ecoadas, com cada uma indo para uma aparelhagem de amplificadores separada. O solo dessa música foi tocado na maioria dos shows tanto por Queen quanto por Brian, sendo parte da música completa, sendo apenas a parte instrumental. Durante o encerramento dos Jogos Olímpicos de Verão de 2012, realizados em Londres, Brian tocou um pedaço desse solo.
"Killer Queen" foi escrita por Freddie Mercury e foi o primeiro sucesso internacional da banda. É uma das únicas músicas na qual Freddie escreveu a letra, que fala sobre uma prostituta de alta classe, antes do instrumental. A banda gravou parte da música sem Brian, que estava no hospital, se recuperando de uma úlcera gástrica, deixando espaços para ele tocar quando pudesse. Seu clipe é a apresentação da banda no programa Top of the Pops, após a música se tornar um grande sucesso.
"Tenement Funster" foi escrita e é cantada por Roger Taylor. A letra fala sobre rebelião e juventude. Ela é conectada com "Flick of the Wrist", que por sua vez é ligada com "Lily of the Valley", formando um medley de três músicas. A banda Dream Theater regravou essas três faixas no disco bônus do album Black Clouds & Silver Linings.
"Now I'm Here" foi escrita por May enquanto ele estava internado e lembra a história de uma tour que o Queen fez como banda de apoio ao Mott the Hoople. Foi gravada durante a última semana de sessões desse álbum, com Brian tocando piano.

### Lado 2
"In the Lap of the Gods" foi escrita por Freddie e é cantada por ele e por Taylor, utilizando overdubs vocais múltiplos.
"Stone Cold Crazy" foi uma das primeiras músicas tocadas ao vivo pelo Queen e teve vários arranjos diferentes antes de ter sido gravada para este álbum. Nenhum dos membros conseguia se lembrar quem havia escrito a letra quando o álbum foi lançado, então eles dividiram o crédito entre si - a primeira vez que isso aconteceu. A letra fala sobre mafiosos, como Al Capone. O instrumental tem compassos muito rápidos e distorções, assim como há no Speed metal. A revista Q descreveu essa música como "um Thrash metal de antes desse nome ser inventado".  Ela foi tocada ao vivo em quase todos os shows do Queen entre 1974 e 1978.
O Metallica regravou "Stone Cold Crazy" para a compilação Rubáiyát: Elektra's 40th Anniversary, de 1990, e foi usada como lado B do single Enter Sandman e ganhou um Grammy. Essa versão é mais agressiva do que a original, pois o Metallica alterou um pouco da letra, colocando dois palavrões no meio da letra e transformando os versos irônicos em versos agressivos, como em "walking down the street / shooting people that I meet / with my fully loaded tommy gun". James Hetfield tocou a versão de sua banda durante o The Freddie Mercury Tribute Concert, ao lado do Queen e de Tony Iommi, do Black Sabbath. O Metallica também usou a música nos bis da turnê 1991-1993 do Black Album. Ela também aparece em dois outros CDs ao vivo dos estadunidenses.
"Dear Friends" foi escrita por May e é cantada por Mercury. Foi regravada pelo Def Leppard num EP bônus do álbum Yeah!, com o baixista Rick Savage nos vocais.
"Misfire" foi a primeira contribuição de John Deacon para a banda. Ele toca a maioria das guitarras da faixa.
"Bring Back That Leroy Brown" foi escrita por Mercury. Possui muitos overdubs vocais. Brian toca banjolele e Deacon toca contrabaixo. A DRUM! Magazine disse que a bateria de Taylor nessa música é um grande exemplo da versatilidade dele. O nome da faixa é uma alusão à música "Bad Bad Leroy Brown" de Jim Croce, cantor que havia morrido de acidente de avião em 1973. Nos shows, era tocada com um arranjo diferente e menor, e com poucos dos versos cantados, sendo geralmente instrumental apenas. Na remasterização de 2011 desse álbum, foi lançada uma versão a capella dessa música.
"She Makes Me (Stormtrooper in Stilettos)" foi escrita e é cantada por May, com ele e Deacon tocando guitarras acústicas. No fim da faixa, há o que Brian chamou de "sons do pesadelo de Nova Iorque", incluindo sons de sirene de carros de polícia e uma respiração pesada.
"In the Lap of the Gods... Revisited" foi a primeira tentativa de Mercury de criar uma música que o público pudesse cantar sozinho durante os shows, assim como "We Are the Champions". Foi tocada no fim dos shows durante 1974 e 1977. Em 1986, foi tocada novamente em um medley com "Seven Seas of Rhye", e é tocada também nas turnês com Adam Lambert.

## Recepção e legado
| Críticas profissionais                                                      | Críticas profissionais |
| Avaliações da crítica                                                       | Avaliações da crítica  |
| Fonte                                                                       | Avaliação              |
| --------------------------------------------------------------------------- | ---------------------- |
| allmusic                                                                    | [ 1 ]                  |
| Circus                                                                      | (favorável)            |
| Rolling Stone                                                               | [ 13 ]                 |
| Chicago Tribune                                                             | 2.5 de 4 estrelas.     |
| Encyclopedia of Popular Music                                               | 4 de 5 estrelas.       |
| Pitchfork Media                                                             | 9/10                   |
| PopMatters                                                                  | 8/10                   |
| Q                                                                           | 4 de 5 estrelas.       |
| Record Collector                                                            | 4 de 5 estrelas.       |
| The Rolling Stone Album Guide                                               | 3 de 5 estrelas.       |
| Uncut                                                                       | 4 de 5 estrelas.       |
| Esta tabela precisa de ser acompanhada por texto em prosa. Consulte o guia. |                        |

Sobre "Sheer Heart Attack", a NME disse que "é uma festa. Sem trapaças, e quatro músicas que vão sempre ser famosas: Killer Queen, Flick of the Wrist, Now I'm Here e In the Lap of the Gods... Revisited". A Winnipeg Free Press elogiou "a guitarra de múltiplos canais de Brian May, as vocalizações impressionantes de Freddie Mercury e o trabalho de produção dinâmico de Thomas Roy Baker". O Circus se referiu ao álbum como "provavelmente o melhor álbum que ouvimos em algum tempo". Rolling Stone escreveu que "se é difícil amar, não é difícil admirar: a banda tem talento, e isso importa muito". John Mendelsohn não estava impressionado, escrevendo que "eu procurei nos dois lados desse álbum por algo, qualquer coisa, tão magnífico quanto Keep Yourself Alive ou Father to Son, para acabar com meus ouvidos vazios". Quando 1974 acabou, a revista Disc classificou o álbum como o terceiro melhor do ano e ele acabou na 24ª. posição dos melhores 60 álbuns do ano da NME. 
O AllMusic disse mais tarde que "a teatralidade, hoje, é manejada nos casos cotidianos, o que ironicamente faz eles soarem maiores que a vida. E esse senso de escala, combinada com as guitarras pesadas, ganchos pop, e o lado teatral, marcam a real inauguração do Queen, porque "Sheer Heart Attack" é o momento em que eles realmente começaram a mostrar quem eram". A Q disse que este é um álbum "indispensável" e "uma das melhores misturas pop/rock dos anos 1970". A Pitchfork disse que "Sheer Heart Attack não apenas melhora em todos os aspectos a sonoridade da banda sugerida pelos dois primeiros álbuns, mas nos dá algumas das melhores músicas da carreira deles... Essa é a banda no auge de seu poder". A BBC escreveu "eles esticaram os métodos de produção contemporâneos ao limite com vocais e guitarras de múltiplas camadas e o estilo Vaudeville de Freddie emergiu... esse foi o álbum que fez o Queen achar sua real voz". O historiador do rock Paul Fowles escreveu no A Concise History of Rock Music (Uma História Concisa do Rock) que "Sheer Heart Atack" "viu a banda se focar cada vez mais na figura cult emergente de Mercury" e seu "tipo único de rock teatral", especialmente em "Killer Queen".

### Citações honrosas
* indica listas sem ordenação
| Local de publicação                      | País           | Citações honrosas                                         | Ano  | Posição |
| ---------------------------------------- | -------------- | --------------------------------------------------------- | ---- | ------- |
| 1001 Albums You Must Hear Before You Die | Estados Unidos | 1001 Álbuns que Você Precisa Ouvir Antes de Morrer        | 2005 | *       |
| Classic Rock                             | Reino Unido    | Os 100 Melhores Álbuns de Rock Britânico da História      | 2006 | 28      |
| Classic Rock                             | Reino Unido    | Os 200 Melhores Álbuns dos Anos 1970                      | 2006 | *       |
| Kerrang!                                 | Reino Unido    | Votação: Os 100 Melhores Álbuns de Rock Britânico         | 2005 | 8       |
| Kerrang!                                 | Reino Unido    | Os 100 Melhores Álbuns de Rock da História                | 2007 | 45      |
| Mojo                                     | Reino Unido    | Os 100 Melhores Álbuns com Guitarra                       | 2002 | 75      |
| Mojo                                     | Reino Unido    | 70 dos Melhores Álbuns dos Anos 1970                      | 2006 | *       |
| Mojo                                     | Reino Unido    | Os 100 Álbuns que Mudaram o Mundo                         | 2007 | 88      |
| NME                                      | Reino Unido    | Votação: Os 100 Melhores Álbuns de Todos os Tempos        | 2006 | 63      |
| Radio Caroline                           | Reino Unido    | Votação: Os 100 Melhores Álbuns                           | 1977 | 50      |
| Trouser Press                            | Estados Unidos | Os Melhores Álbuns dos Anos 1970                          | 1980 | *       |
| Virgin                                   | Reino Unido    | Votação: Melhores 1000 Álbuns de Todos os Tempos          | 2000 | 492     |
| Rock Hard                                | Alemanha       | Os 500 Melhores Álbuns de Rock e Metal de Todos os Tempos | 2005 | 308     |

## Comentários da banda
Freddie Mercury: "O álbum é bem variado, nós o levamos ao extremo, suponho eu, mas nós estamos muito interessados nas técnicas de estúdio e queríamos usar o que fosse possível. Nós aprendemos muito sobre as técnicas enquanto fizemos os dois primeiros álbuns. Claro que houve algumas críticas, e as críticas construtivas tem sido boas para nós. Mas, para ser franco, eu não sou muito apegado na crítica britânica, eles tem sido injustos conosco. Eu sinto que esses jornalistas emergentes, na maioria, se põe acima dos artistas. Eles certamente estão equivocados sobre nós. Fomos chamados de campanha publicitária de supermercado. Mas se vocês nos virem nos palcos, é lá que nós adoramos estar. Nós somos basicamente uma banda de rock."

## Faixas
| Lado 1 |                      |                 |         |  |
| N.º    | Título               | Compositor(es)  | Duração |  |
| 1.     | "Brighton Rock"      | Brian May       | 5:08    |  |
| 2.     | "Killer Queen"       | Freddie Mercury | 3:01    |  |
| 3.     | "Tenement Funster"   | Roger Taylor    | 2:48    |  |
| 4.     | "Flick of the Wrist" | Mercury         | 3:19    |  |
| 5.     | "Lily of the Valley" | Mercury         | 1:43    |  |
| 6.     | "Now I'm Here"       | May             | 4:10    |  |

| Lado 2 |                                            |                                |         |  |
| N.º    | Título                                     | Compositor(es)                 | Duração |  |
| 1.     | "In the Lap of the Gods"                   | Freddie Mercury                | 3:20    |  |
| 2.     | "Stone Cold Crazy"                         | May/Mercury/John Deacon/Taylor | 2:12    |  |
| 3.     | "Dear Friends"                             | May                            | 1:07    |  |
| 4.     | "Misfire"                                  | Deacon                         | 1:50    |  |
| 5.     | "Bring Back That Leroy Brown"              | Mercury                        | 2:13    |  |
| 6.     | "She Makes Me (Stormtrooper in Stilettos)" | May                            | 4:08    |  |
| 7.     | "In the Lap of the Gods… Revisited"        | Mercury                        | 3:42    |  |

| Bônus track (Relançamento de 1991 Hollywood Records) |                                                    |         |  |
| N.º                                                  | Título                                             | Duração |  |
| 14.                                                  | "Stone Cold Crazy (1991 remix by Michael Wagener)" | 2:15    |  |

| Relançamento de 2011 pela Universal Records |                                                                                   |         |  |
| N.º                                         | Título                                                                            | Duração |  |
| 1.                                          | "Now I'm Here (Live at Hammersmith Odeon, December 1975)"                         | 4:25    |  |
| 2.                                          | "Flick of the Wrist (BBC Session, Outubro de 1974)"                               | 3:24    |  |
| 3.                                          | "Tenement Funster (BBC Session, Outubro de 1974)"                                 | 2:58    |  |
| 4.                                          | "Bring Back That Leroy Brown (A Cappella Mix 2011)"                               | 2:17    |  |
| 5.                                          | "In the Lap of the Gods... Revisited (Ao vivo no Wembley Stadium, Julho de 1986)" | 2:35    |  |

| 2011 iTunes Edição Deluxe (bônus videos) |                                                  |         |  |
| N.º                                      | Título                                           | Duração |  |
| 6.                                       | "Killer Queen (Top Of The Pops, Versão 2)"       |         |  |
| 7.                                       | "Stone Cold Crazy Ao vivo no The Rainbow em 74)" |         |  |
| 8.                                       | "Now I'm Here (Forum, Montreal '81)"             |         |  |

## Turnê
De 30 de outubro de 1974 até 1°. de maio de 1975 o álbum foi promovido em turnê. Ela teve três partes e 77 shows. Foi a primeira turnê mundial do Queen.
As bandas de abertura incluíam Kansas, Hustler, Mahogany Rush e Styx.

## Relançamento de 2011
Em 8 de novembro de 2010, a Universal Music anunciou a reedição remasterizada e expandida de "Sheer Heart Attack", que foi lançada em maio de 2011. Isso aconteceu por causa de um novo acordo entre o Queen e a Universal Music, pondo fim à parceria de 40 anos entre a banda e a EMI. 

## Créditos
- Freddie Mercury: Vocais principais, backing vocals, piano, jangle piano em "Killer Queen" e "Bring Back That Leroy Brown", órgão em "Now I'm Here";
- Brian May: guitarras, backing vocals, piano em "Dear Friends", banjolele em "Bring Back That Leroy Brown", vocal principal em "She Makes Me (Stormtrooper in Stilettos)";
- Roger Taylor: bateria, percussão, backing vocals, vocal principal em  "Tenement Funster", gritos em "In the Lap of the Gods";
- John Deacon: baixo, guitarra acústica, guitarras rítmica e elétrica  em "Misfire", contrabaixo em "Bring Back That Leroy Brown".

## Paradas

### Paradas semanais
| Paradas (1974-1975)                       | Melhor posição |
| ----------------------------------------- | -------------- |
| Australian Kent Music Report Albums Chart | 19             |
| Canadian RPM Albums Chart                 | 6              |
| Dutch Mega Albums Chart                   | 7              |
| French SNEP Albums Chart                  | 6              |
| Japanese Oricon LP Chart                  | 23             |
| Norwegian VG-lista Albums Chart           | 9              |
| UK Albums Chart                           | 2              |
| U.S. Billboard 200                        | 12             |

### Paradas de fim de ano
| Paradas (1975)          | Posição |
| ----------------------- | ------- |
| Australian Albums Chart | 96      |
| Canadian Albums Chart   | 43      |
| Japanese Albums Chart   | 32      |
| UK Albums Chart         | 39      |
| U.S. Billboard Year-End | 38      |

### Vendagem e certificações
| Região                | Certificação | Vendagem |
| --------------------- | ------------ | -------- |
| Polônia (ZPAV)        | Platina      | 20.000   |
| Reino Unido (BPI)     | Platina      | 300.000  |
| Estados Unidos (RIAA) | Ouro         | 500.000  |